# Karl Culmann
Karl Culmann (Bergzabern, 10 luglio 1821 – Zurigo, 9 dicembre 1881) è stato un ingegnere tedesco.
Fino al 1847 fu direttore dei lavori infrastrutturali al Fichtelgebirge; docente al politecnico di Zurigo, lo diresse dal 1872 al 1885.
È considerato il padre della  statica grafica.